# Formulación
La formulación es un término utilizado en varios sentidos en diversas aplicaciones, tanto materiales como abstractas o formales. Su significado fundamental es la combinación de componentes en relaciones o estructuras apropiadas, de acuerdo con una fórmula. La fórmula etimológicamente es el diminutivo de forma en latín. En ese sentido, se crea una formulación de acuerdo con el estándar para el producto. 

## Aplicaciones abstractas
Las disciplinas en las que uno podría usar la formulación de la palabra en el sentido abstracto incluyen lógica, matemáticas, lingüística, teoría legal y ciencias de la computación.   

## Aplicaciones materiales
En los sentidos más materiales, el concepto de formulación aparece en las ciencias físicas, como la física, la química y la biología. También es ubicuo en la industria, la ingeniería y la medicina, especialmente en la farmacéutica. 

## Farmacia
En farmacia, una formulación es una mezcla o una estructura como una cápsula, una tableta o una emulsión, preparada de acuerdo con un procedimiento específico (llamado "fórmula"). Las formulaciones son un aspecto muy importante de la creación de medicamentos, ya que son esenciales para garantizar que la parte activa del medicamento se administre en la parte correcta del cuerpo, en la concentración correcta y en la tasa correcta (no demasiado rápido ni demasiado despacio). Un buen ejemplo es un sistema de administración de fármacos que explota la sobresaturación. También deben tener un sabor aceptable (en el caso de las pastillas, tabletas o jarabes), durar lo suficiente en el almacenamiento para que sean seguros y efectivos cuando se usan, y ser lo suficientemente estables física y químicamente para ser transportados desde donde se fabrican. al consumidor eventual. Las formulaciones diseñadas de manera competente para aplicaciones particulares son más seguras, más efectivas y más económicas que cualquiera de sus componentes utilizados individualmente.

## Otros ejemplos de formulaciones de productos
Las formulaciones se producen comercialmente para medicamentos, cosméticos, recubrimientos, tintes, aleaciones, agentes de limpieza, alimentos, lubricantes , combustibles, fertilizantes, pesticidas y muchos otros. 

## Componentes
Los componentes (también llamados ingredientes), cuando se mezclan de acuerdo con una fórmula, crean una formulación. 
Algunos componentes imparten propiedades específicas a la formulación cuando se pone en uso. Por ejemplo, ciertos componentes (polímeros) se utilizan en formulaciones de pintura para lograr propiedades de deformación o nivelación. Algunos componentes de una formulación solo pueden estar activos en aplicaciones particulares. 
Se puede crear una formulación para cualquiera de los siguientes propósitos: 
- para lograr efectos que no se pueden obtener de sus componentes cuando se utilizan individualmente
- Para lograr un mayor grado de efectividad.
- Para mejorar las propiedades de manejo y, a menudo, la seguridad para el usuario.